# Ploske
Ploske  (ucraniano: Плоске) es una localidad del Raión de Podilsk en el Óblast de Odesa de Ucrania. Según el censo de 2001, tiene una población de 999 habitantes.

## Historia
La primera información sobre el pueblo se remonta a mediados del siglo XVIII. Llamado así por la naturaleza del terreno plano. Según las divisiones administrativas, desde el distrito Bratslav del siglo XVI, desde el distrito báltico del siglo XIX (Bakshanskaya volost), desde el Raión de Liubashivski de 1923, desde el Raión de Savran de 1926, desde el Raión báltico de 1962.
A veces se usa el nombre obsoleto del pueblo Ploska Kaetanivka.
Al menos 369 aldeanos murieron durante el Holodomor soviético de 1932-1933.
16 de mayo de 1964 con Kaitanivka. y el pueblo de Ploske se unieron en una aldea Ploske.